# Bridport
Bridport – miasteczko w południowej Anglii, położone w hrabstwie Dorset. Ok. 13 tysięcy mieszkańców.